# Hiéroglyphe égyptien N17

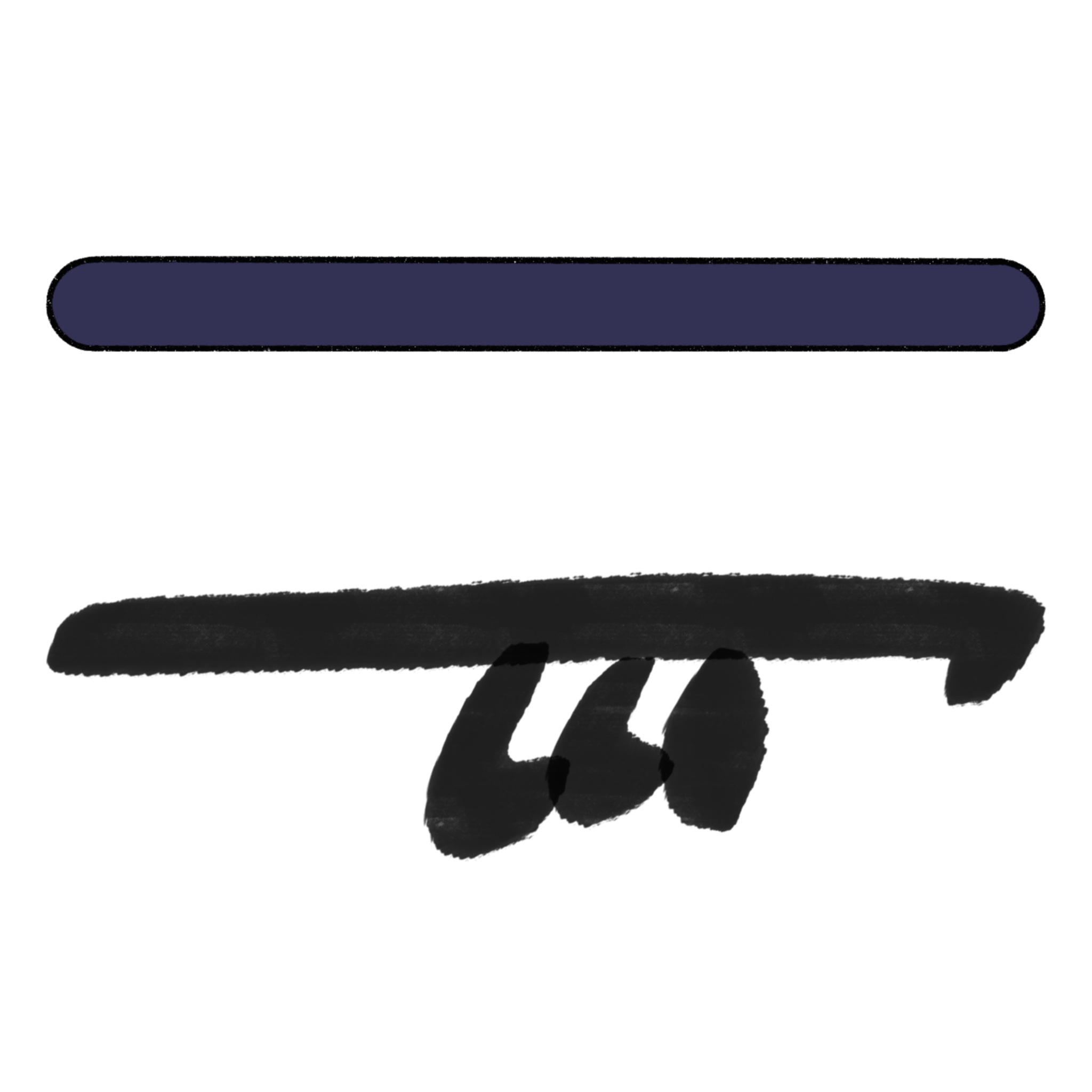
Version hiératique et hiéroglyphique

L'alluvion en hiéroglyphes égyptiens, est classifiée dans la section N « Ciel, terre, eau » de la liste de Gardiner ; cet hiéroglyphe y est noté N17.

## Représentation
Il représente une alluvion. Il est translittéré tȝ ou t.

## Utilisation
| N16 |

| N16 |

donc exactement le même usage.
| N17 · N23 · Z1 |

| N17 · N23 · Z1 |

Égypte (duel), pays plat », 
d'où découle sa fonction en tant que phonogramme bilitère de valeur tȝ.
| N17 · N21 · Z1 |

| N17 · N21 · Z1 |

| D&t&N17 |

| D&t&N17 |